# Frederico Pereira Palha
Frederico Pereira Palha foi um empresário português.

## Biografia
Foi autorizado, pelos alvarás de 11 de Julho de 1889 e 23 de Maio de 1901, a construir e explorar, ou a formar uma empresa com esse fim, por um período de 99 anos, uma ligação ferroviária entre as estações de Torre de Eita, na Linha de Santa Comba Dão a Viseu e de Espinho, na Linha do Norte, com um ramal entre Sever do Vouga e Aveiro. Embora o projecto tivesse sido apresentado ao governo em 1897, só foi aprovado em 30 de Outubro de 1903, tendo o contrato provisório sido lavrado no dia 25 de Abril de 1904; Frederico Pereira Palha transferiu, após ter sido autorizado por um decreto datado de 17 de Março de 1906, a sua concessão para a Compagnie Française pour la Construction et Exploitation des Chemins de Fer à l'Étranger.